# Linda Hooks
Linda Hooks (Liverpool, 1952) è una modella britannica vincitrice di Miss International 1972.
La Hooks è stata la seconda rappresentante del Regno Unito a vincere la corona, tre anni dopo Valerie Holmes. 

## Biografia
La vittoria del titolo di Miss International, avvenuta a Tokyo in Giappone, contribuì alla carriera di Linda Hooks, che in seguito intraprese la carriera di attrice e modella. Negli anni settanta la Hooks divenne un volto noto del canale televisivo Anglia Television come assistente di Nicholas Parsons nel quiz Sale of the Century. 
Apparve anche in tre film diretti da Gerald Thomas e in due serie televisive.

## Filmografia parziale

### Cinema
- Carry On Dick, regia di Gerald Thomas (1974)
- Camping pon pon (Carry On Behind), regia di Gerald Thomas (1975)
- Caserma a due piazze (Carry On England), regia di Gerald Thomas (1976)

### Televisione
- Spazio 1999 (Space: 1999) – serie TV, episodio 1x18 (1976)
- L'ispettore Regan (1978)